# Un flic presque parfait
Pour plus de détails, voir Fiche technique et Distribution.
Un flic presque parfait est un téléfilm français de Marc Angelo, diffusé en 1998 sur TF1.

## Synopsis
Le capitaine Michel Blanev est un flic peu conventionnel. Ses méthodes de franc-tireur, son tableau de chasse lui valent beaucoup d'ennemis parmi ses collègues policiers.
Aujourd'hui est un jour spécial pour lui. Après avoir accompli une dernière mission (arrêter un voleur déjà connu des services de police), il va enfin retrouver sa fille, Louisiane, qu'il n'a pas vu depuis quinze ans.
Mais son chef lui assigne encore une mission de routine, avant qu'il ne puisse prendre son train: surveiller un supermarché où doit avoir lieu un important transfert de fonds.
Une fusillade éclate avec deux voleurs. Blanev aperçoit deux caissières, Liliane et Malika, profiter de l'agitation pour s'enfuir avec le sac contenant la recette du magasin. Il les prend aussitôt en filature, sachant qu'en faisant cela il raterait à coup sûr son train le ramenant vers sa fille.
Pourtant, ému par ces deux jeunes femmes, révoltées et naïves, à peine plus âgées que Louisiane, son instinct de père l'incitera à rester avec elles et à les aider à revenir sur le droit chemin.

## Fiche technique
- Réalisation : Marc Angelo
- Scénario : Daniel Saint-Hamont
- Photographie : Jean Monsigny
- Montage : Yves Charoy
- Musique : Didier Vasseur
- Pays de production :  France
- Langue : français
- Date de sortie : 9 janvier 1998

## Distribution
- Gérard Darmon: Michel Blanev
- Emma Colberti: Liliane Marsac / Edith Plentel
- Nozha Khouadra: Malika
- François Berléand: Génaro
- Yves Pignot: Deschamps
- Sylvie Granotier: Evelyne
- Consuelo de Haviland: Catherine
- Yves Beneyton: Caumont
- Yan Epstein: Pelletien
- Marion Ducamp: Louisiane Caumont
- Beppe Chierici: Vélas Co
- Christian Fellat: Villeneuve
- Carolyn Katz: Mme Lefèvre
- Jean-Claude de Goros: M. Ferron
- Albert Dray: Andréani